# Entrische Kirche
Die Entrische Kirche (Katasternummer 2595/2) ist eine Schauhöhle bei Klammstein im Gasteinertal (Salzburg, Österreich). Sie ist eine der bedeutendsten Höhlen der Randzone der Hohen Tauern und die größte Naturhöhle der Salzburger Zentralalpen. Sie besitzt große Hallen und wunderbare Tropfstein- und Sinterbildungen.
Die Höhle ist über 2500 Meter lang, die Temperatur liegt immer um 6 Grad Celsius.
Der Höhlenname „Entrische Kirche“ wurde erstmals 1428 urkundlich erwähnt.

## Forschungsgeschichte und Erschließung
Erstmals urkundlich erwähnt (bereits unter diesem Namen) ist die „Entrische Kirche“ („entrisch“: bayrisch, österreichisch für „unheimlich“) 1428. Vor allem nach 1528 und zur Zeit der Gegenreformation zwischen 1700 und 1731 benutzten sie die Protestanten für geheime Gottesdienste und Zusammenkünfte.
Erstmals erforscht und vermessen wurde die Höhle 1920 auf einer Länge von 50 Meter. Ab 1962 forschte der heutige Pächter Richard Erlmoser weiter und begann allein und in Eigenregie zugleich mit der touristischen Erschließung der Höhle (Ausbau zur Schauhöhle) und Anlegung des Zugangsweges. Im selben Jahr gelang auch die Entdeckung besonders schöner oberer Stockwerke dieser Karsthöhle.

## Naturschutz: Europaschutzgebiet Entrische Kirche
Die Entrische Kirche ist seit Jahrhunderten  ein sehr beliebtes Winterquartier verschiedener Fledermausarten. Zum Schutz von Großem Mausohr, Kleiner Hufeisennase und Mopsfledermaus wurde das Areal um Entrische Kirche und Heidenkirche 2006 im Ausmaß von 6,39 ha zum Fauna-Flora-Habitat-Gebiet erklärt (AT3224000, ESG 00013 im Sbg. Naturschutzbuch, LGBl.Nr. 128/2006).